# Negroni
Negroni je koktejl, jehož základ tvoří jedna část ginu, jedna část sladkého vermutu a jedna část bitteru (nejčastěji Campari). Je považován za aperitiv. Pravidelně se umisťuje mezi 10 nejoblíbenějšími koktejly na světě.
Po rozšíření koktejlu byla v Trevisu v Itálii založena společnost Negroni Distillerie, která začala produkovat nápoj pod značkou „Antico Negroni 1919“.

## Historie
Podle nejznámějšího příběhu bylo Negroni vynalezeno ve Florencii (Itálie) v roce 1919 v kavárně Casoni. Pojmenováno bylo podle hraběte Camilla Negroniho, který požádal barmana Fosca Scarselliho, aby mu do jeho oblíbeného nápoje – koktejlu Americano – přimíchal gin. V anglických koktejlových příručkách se název Negroni objevuje až od roku 1947.

## Variace
Velké množství koktejlů vzniklo jako variace na Negroni, od roku 2013 pořádá firma Campari celosvětovou akci Negroni week, během které barmani míchají Negroni a jeho různé variace; část zisku je pak věnována na charitu.
- Méně autentický, ale zato jemnější nápoj vznikne smícháním ginu, červeného vermutu a bílého vermutu.
- V USA bývá často Negroni servírováno s perlivou vodou a ozdobeno citrónem (spíše než jinak běžnějším pomerančem).
- Během horkých letních dnů bývá ředěno sodou – aby se zmírnily účinky alkoholu.
- Negroni Sbagliato (neboli „Špatné Negroni“) – v tomto případě je gin nahrazen sektem Spumante brut. Tento způsob byl vynalezen v Miláně a dodnes je nejvíce rozšířen v Itálii.
- Negroski – opět je rozšířeno nejvíce v Itálii, tentokrát je ale gin nahrazen vodkou.
- Boulevardier – místo ginu je použit bourbon.